# サマージャム'95
「サマージャム'95」（- きゅうじゅうご）は、日本の音楽グループスチャダラパーの10枚目のシングルである。1995年7月19日発売。発売元はEMIミュージック・ジャパン。

## 概要
- 前作から3ヶ月ぶりとなるシングル。
- アルバム『5th WHEEL 2 the COACH』からのリカット

## 収録曲
1. サマージャム'95(6:04)
作詞・作曲・編曲：スチャダラパー
2. サマージャム'95 (DIAMOND-D Remix)(5:18)
3. サマージャム'95 (クボタタケシ・リミックス)(5:31)
作詞・作曲：スチャダラパー、編曲：クボタタケシ

## 収録アルバム

### サマージャム'95
- オリジナル『5th WHEEL 2 the COACH』（1995年4月26日）
- ベスト『東芝クラシックス95-97』（1998年3月25日）
- ベスト『THE BEST OF スチャダラパー1990～2010』（2010年2月24日）

### サマージャム'95 (DIAMOND-D Remix)
- ベスト『東芝クラシックス95-97』（1998年3月25日）

### サマージャム'95 (クボタタケシ・リミックス)
- ベスト『東芝クラシックス95-97』（1998年3月25日）